# Kida
Kida, artistnamn för Orhidea Latifi, född 21 december 1997 i Rahovec, är en kosovoalbansk sångerska. Kida släpper musik med skivbolaget OnRecords som drivs av låtskrivarduon Zzap & Chriss. Hon är främst känd för låtarna "Premtimet" som hon släppte tillsammans med Mozzik 2015, och "Uh Baby" som hon släppte med Xhensila Myrtezaj 2016. Hon har även släppt låten "Ku je" med Mozziks bror, rapparen Getinjo. 

## Karriär
Kida debuterade som artist 2014 med låten "Murder" med videoklipp, som släpptes på Youtube-plattformen Arkiva Shqip. Hennes andra låt var ett samarbete med MC Kresha som fick titeln "Rikthejm na". Låten släppte hon på den kosovoalbanska producentduon Zzap & Chriss skivbolag OnRecords, som hon släppt musik på sedan dess. 2015 blev hennes duett med rapparen Mozzik "Premtimet" en stor sommarhit i Albanien och Kosovo.
2016 slog hennes duett tillsammans med sångerskan Xhensila, "Uh Baby", rekord i Albanien genom att få 428 000 visningar inom 24 timmar efter dess publicering på Youtube.